# لا (موسيقى)

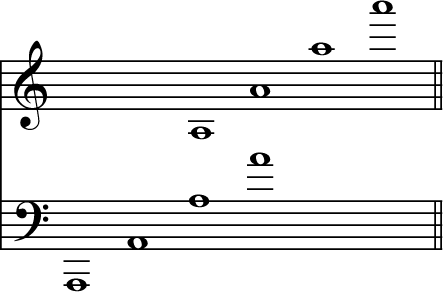

نغمة لا (يرمز لها A) هي سادس درجة موسيقية في السلم دو الكبير و تدعى وظيفيا بالدرجة فوق-المسيطرة (صول) في هذا السلّم.
نغمة لا هي أيضا أوّل درجة موسيقية في سلم لا الصغير و العلامة الرئيسيّة فيه.

## اقرأ أيضاً
- درجة موسيقية
- سلم موسيقي